# Sh2-176
Sh2-176 è una nebulosa planetaria visibile nella costellazione di Cassiopea.
La sua posizione può essere recuperata con facilità nella parte centrale della costellazione, a circa un quarto della distanza fra le stelle α Cassiopeiae e β Cassiopeiae; si tratta tuttavia di un oggetto molto tenue e debole. Il periodo più indicato per la sua osservazione nel cielo serale ricade fra i mesi di agosto e gennaio ed è notevolmente facilitata per osservatori posti nelle regioni dell'emisfero boreale terrestre, dove si presenta circumpolare fino alle regioni temperate calde.
Benché sia stata inclusa nel Catalogo Sharpless, si tratta in realtà di una nebulosa planetaria antica e molto dispersa, la cui distanza di circa 140 parsec (456 anni luce) la rende una delle più vicine in assoluto al Sistema Solare. Il suo aspetto sfilacciato e sottile ricorda quello di un resto di supernova e per anni la sua natura è rimasta indefinita; in uno studio del 1977 in cui si sono analizzate le sue forti emissioni alla lunghezza d'onda dello zolfo ionizzato (SII) e dell'azoto ionizzato (NII) a fronte della debole emissione Hα, si è definitivamente provato che l'oggetto è una nebulosa planetaria. La stella centrale, responsabile della sua ionizzazione, presenta un colore marcatamente bluastro.